# Mastachopardia
Mastachopardia is een geslacht van rechtvleugeligen uit de familie Euschmidtiidae. De wetenschappelijke naam van dit geslacht is voor het eerst geldig gepubliceerd in 1964 door Descamps.

## Soorten
Het geslacht Mastachopardia omvat de volgende soorten:
- Mastachopardia congoensis Descamps, 1967
- Mastachopardia digitata Descamps, 1973
- Mastachopardia dubiosa Descamps, 1967
- Mastachopardia insularis Descamps, 1973
- Mastachopardia jagoi Descamps, 1964
- Mastachopardia mirei Descamps, 1973
- Mastachopardia whellani Descamps, 1973
- Mastachopardia zougueana Descamps, 1964